# Partula radiata
Partula radiata foi uma espécie de gastrópodes da família Partulidae.
Foi endémica da Polinésia Francesa.